# Shannon Beveridge
Shannon Beveridge (Carrollton, Texas; 19 de marzo de 1992) es una YouTuber, actriz, directora y defensora de la comunidad LGBT. Nacida en Texas, ella comenzó su canal de YouTube, nowthisisliving, en 2012 y tiene más de 600.000 suscriptores. Ella ganó el premio a " The best LGBTQ+ YouTube Channel" en el 9th Shorty Awards y en 2017 ganó el premio a "The LGBT+ Celebrity Rising Star Award" en el British LGBT Awards.

## Biografía y vida personal
Shannon Beveridge nació en Carrollton, Texas y vivió en Norman, Oklahoma antes de mudarse a Los Ángeles, donde reside actualmente. Estudió en la Universidad de Oklahoma, donde formó parte de una sororidad estudiantil. Mantuvo una relación desde noviembre de 2012 hasta mayo de 2016 con la también YouTuber Cammie Scott. Desde 2017 hasta 2020 estuvo saliendo con Fletcher. Desde 2021 mantiene una relación con Becky Missal.

## Carrera
Beveridge subió su primer vídeo a YouTube el 5 de enero de 2012. Muchos de los vídeos subidos a su canal tienen contenido sobre tópicos LGBTQ. Durante su relación, Cammie Scott también aparecía habitualmente en los vídeos. Beveridge acompañó a Miles McKenna y Rebecca Black durante la gira "Love Is Love" en 2017. Ese año, apareció en el videoclip de Fletcher "Wasted Youth" y en 2020 en el de "Sex (With My Ex)", del cual también fue la directora. Beveridge colaboró en videoclips con Zolita durante el 2021 y 2022.

## Premios
| Año  | Premio              | Categoría                              | Resultado | Ref(s) |
| ---- | ------------------- | -------------------------------------- | --------- | ------ |
| 2016 | British LGBT Awards | Outstanding Contribution to LGBT+ Life | Nominada  | [ 5 ]  |
| 2017 | British LGBT Awards | LGBT Celebrity Rising Star Award       | Ganadora  | [ 6 ]  |
| 2017 | Shorty Awards       | LGBTQ+ YouTube Channel Award           | Ganadora  | [ 5 ]  |

## Filmografía

### Como directora

#### Videoclips
| Año  | Vídeo                 | Artista                  | Créditos                       |
| ---- | --------------------- | ------------------------ | ------------------------------ |
| 2020 | "Bitter"              | Fletcher ft. Kito        | Directora, productora, editora |
| 2020 | "Forever (Stripped)"  | Fletcher                 | Directora, productora          |
| 2020 | "If I Hated You"      | Fletcher                 | Directora, cinematógrafa       |
| 2020 | "The One"             | Fletcher                 | Directora, cinematógrafa       |
| 2020 | "Feel (A Cappella)"   | Fletcher                 | Directora, cinematógrafa       |
| 2020 | "Shh...Don't Say It"  | Fletcher                 | Directora, cinematógrafa       |
| 2020 | "Silence"             | Fletcher                 | Directora, cinematógrafa       |
| 2020 | "Sex (With My Ex)"    | Fletcher                 | Directora, cinematógrafa       |
| 2020 | "vicious"             | Tate McRae ft. Lil Mosey | Directora                      |
| 2022 | "Single in September" | Zolita                   | Directora creativa             |
| 2022 | "I F*cking Love You"  | Zolita                   | Directora creativa             |

### Como actriz
| Año  | Vídeo                    | Papel       | Notas                        |
| ---- | ------------------------ | ----------- | ---------------------------- |
| 2016 | "Piece of Cake"          | Jessie      | Cortometraje de Ella Lentini |
| 2017 | "Wasted Youth"           | Ella misma  | Videoclip de Fletcher        |
| 2020 | "Sex (With My Ex)"       | Ella misma  | Videoclip de Fletcher        |
| 2021 | "Somebody I F*cked Once" | Entrenadora | Videoclip de Zolita          |